# Antonio Barberini (1607-1671)
Pour les autres membres de la famille, voir Famille Barberini.
Pour les articles homonymes, voir Antonio Barberini et Barberini.
Antonio Barberini, parfois francisé en Antoine Barberini (né à Rome en 1607 - mort à Nemi en 1671), neveu d'Urbain VIII, fut évêque de Poitiers, cardinal, puis archevêque-duc de Reims et pair de France, cardinal-évêque de Palestrina, duc de Segny et grand aumônier de France.

## Biographie
La famille Barberini, originaire de Semifonte en Toscane, s’établit ensuite à Florence.
En 1623, Maffeo Barberini devient pape sous le nom d’Urbain VIII. Deux de ses neveux, Francesco et Antonio furent élevés par lui au cardinalat, de même qu'un de ses frères. Il fait du second neveu, Taddeo, le préfet de la ville de Rome, qui épouse Anna Colonna, fille du connétable.
À la mort d’Urbain VIII en 1644, la famille, accusée d’une insatiable avidité, perdit sa puissance et se réfugia en France auprès de Mazarin qui la réconcilia avec le Saint-Siège.
Antonio Barberini fut créé cardinal in pectore le 30 août 1627. Sa nomination fut publiée le 7 février 1628. Il fut légat d’Avignon de 1633 à 1644, camerlingue de 1638 jusqu'à sa mort, grand aumônier de France et évêque de Poitiers nommé par Louis XIV en 1653, puis archevêque de Reims en 1657, jusqu'à sa mort en 1671.
Antonio retourna à Rome en 1653 et soutient la création des Missions étrangères de Paris. Il ordonne en 1658 François Pallu, et prépare les instructions romaines. Il meurt à Rome en 1671.

## Distinctions
- Commandeur de l'ordre du Saint-Esprit.

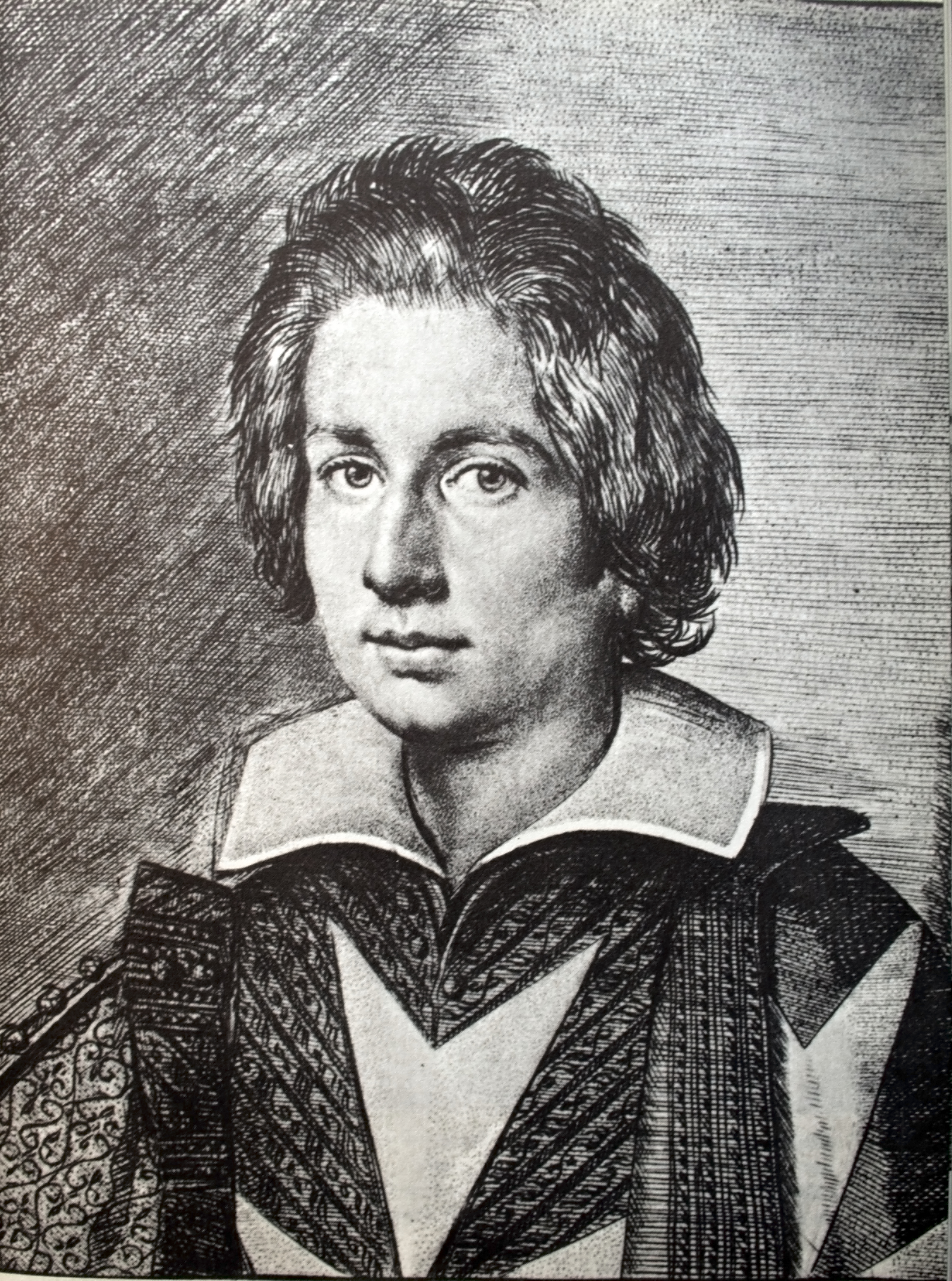
Antonio Barberini en 1625
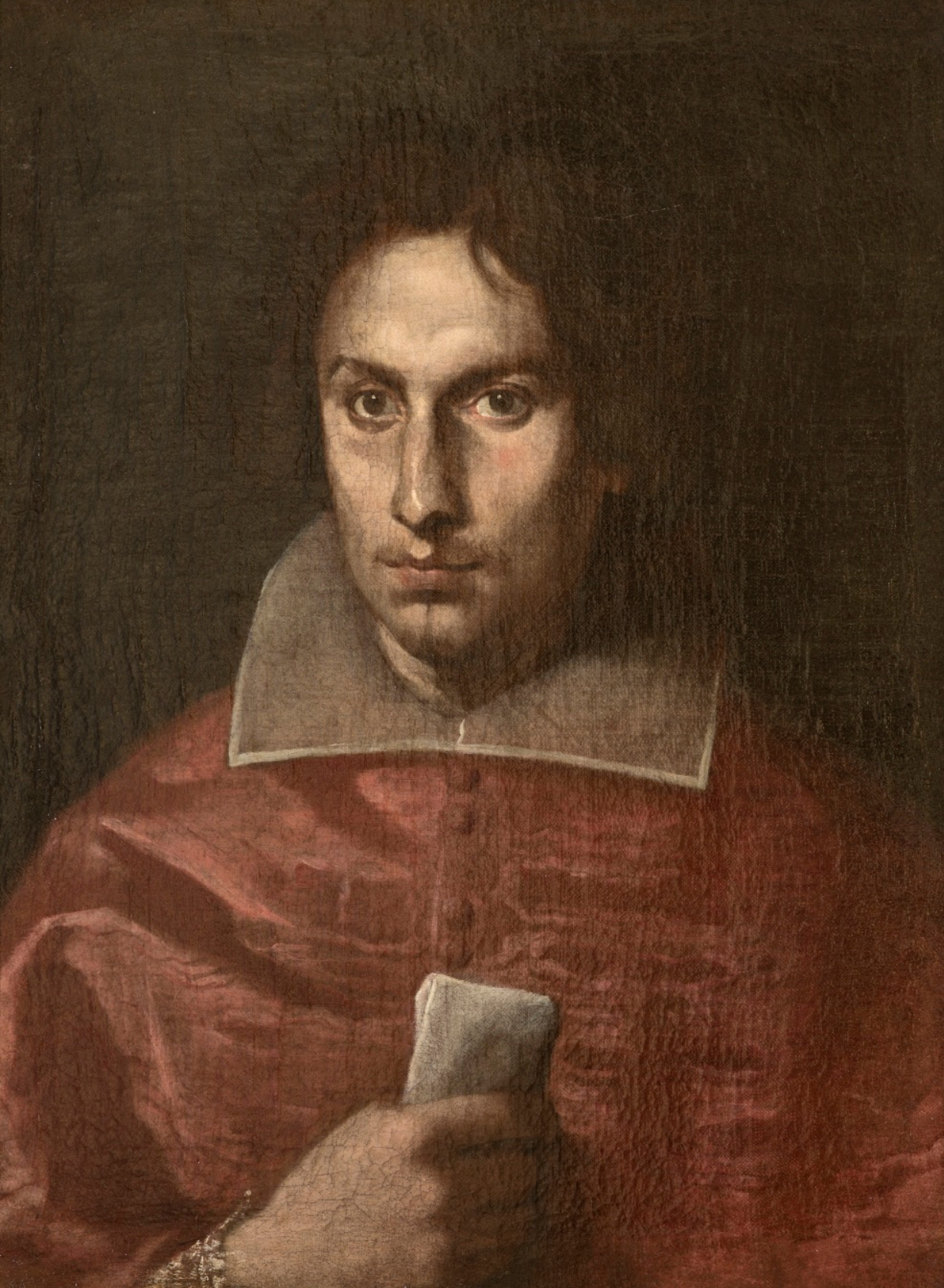
Cardinal Antonio Barberini par Simone Cantarini, vers 1630

## Armoiries
D'azur à trois abeilles d'or.